# Campionati europei di ciclismo su pista 2024 - Corsa a punti maschile
La corsa a punti maschile ai Campionati europei di ciclismo su pista 2024 si svolse il 14 gennaio 2024 presso l'Omnisport Apeldoorn di Apeldoorn, nei Paesi Bassi.

## Risultati
La gara si è corsa sulla distanza di 160 giri (40 km), con 16 sprint.
| Pos. | Atleta               | Nazione       | Punti giro | Punti sprint | Ordine d'arrivo | Punti totali |
| ---- | -------------------- | ------------- | ---------- | ------------ | --------------- | ------------ |
| 1    | Niklas Larsen        | Danimarca     | 40         | 26           | 4               | 66           |
| 2    | Sebastián Mora       | Spagna        | 40         | 18           | 8               | 58           |
| 3    | Oscar Nilsson-Julien | Francia       | 20         | 25           | 6               | 45           |
| 4    | Yanne Dorenbos       | Paesi Bassi   | 20         | 21           | 5               | 41           |
| 5    | William Perrett      | Gran Bretagna | 20         | 16           | 3               | 36           |
| 6    | Diogo Narciso        | Portogallo    | 20         | 16           | 14              | 36           |
| 7    | Felix Ritzinger      | Austria       | 20         | 7            | 9               | 27           |
| 8    | Vitaliy Hryniv       | Ucraina       | 20         | 2            | 15              | 22           |
| 9    | Daniel Crista        | Romania       | 0          | 21           | 1               | 21           |
| 10   | Bertold Drijver      | Ungheria      | 0          | 13           | 11              | 13           |
| 11   | Adam Křenek          | Rep. Ceca     | 0          | 10           | 2               | 10           |
| 12   | Simon Vitzthum       | Svizzera      | 0          | 7            | 7               | 7            |
| 13   | Martin Chren         | Slovacchia    | 0          | 0            | 12              | 0            |
| 14   | Robbe Ghys           | Belgio        | 0          | 0            | 16              | 0            |
| 15   | Michele Scartezzini  | Italia        | –20        | 4            | 13              | –16          |
| 16   | Alon Yogev           | Israele       | –20        | 0            | 10              | –20          |
| 17   | Benjamin Boos        | Germania      | –40        | 0            | –               | Ritirato     |
| 18   | Bartosz Rudyk        | Polonia       | –40        | 1            | –               | Ritirato     |
| 19   | Gustav Johansson     | Svezia        | –60        | 0            | –               | Ritirato     |
| 20   | Georgios Boutopoulos | Grecia        | –40        | 0            | –               | Ritirato     |
| 21   | Vitālijs Korņilovs   | Lettonia      | -20        | 0            | –               | Ritirato     |